# Stanisław Dulias
Stanisław Dulias (ur. 12 kwietnia 1939 w Zbarażu, zm. 17 listopada 2020 w Mysłowicach) – polski polityk, ekonomista, spółdzielca, rolnik, poseł na Sejm IV kadencji.

## Życiorys

### Wykształcenie, działalność zawodowa i społeczna
Ukończył w 1974 studia na Wydziale Przemysłu Akademii Ekonomicznej w Katowicach, był dyplomowanym ekonomistą.
W latach 1955–1959 pracował jako elektromonter w Polskich Kolejach Państwowych w Łazach, a następnie w okresie 1961–1966 przewodniczył radzie powiatowej Ludowych Zespołów Sportowych w Myszkowie. Od 1966 do 1978 był kierownikiem w przedsiębiorstwie Huta Cynku Miasteczko Śląskie. Później przez dwa lata pracował w zarządzie fabryki w Chełmie Śląskim. W latach 1980–1997 pełnił funkcję prezesa zarządu Rolniczej Spółdzielni Produkcyjnej w Połomi. Od 1998 do 2001 pracował w spółce handlowej. Od 2001 prowadził własne, 200-hektarowe gospodarstwo rolne. Należał do Naczelnej Organizacji Technicznej, Polskiego Towarzystwa Ekonomicznego, Związku Zawodowego Hutników i Związku Młodzieży Wiejskiej. Zasiadał w radzie nadzorczej Agencji Rynku Rolnego.
W 2015 wszedł w skład dyrektoriatu Światowego Kongresu Kresowian.

### Działalność polityczna
Był członkiem Polskiej Zjednoczonej Partii Robotniczej w latach 1957–1984. W 1991 współtworzył śląskie struktury Związku Zawodowego Rolnictwa „Samoobrona” oraz partii Przymierze Samoobrona (działającej od 2000 pod nazwą Samoobrona Rzeczpospolitej Polskiej). Zasiadał w radzie krajowej tego ugrupowania.  W wyborach samorządowych w 1998 bezskutecznie kandydował do sejmiku śląskiego z listy koalicji Przymierze Społeczne.
Z listy tej partii został w wyborach do Sejmu w 2001 wybrany posłem IV kadencji w okręgu gliwickim (otrzymał 3873 głosy). W lipcu 2003 został wykluczony z Samoobrony RP, a we wrześniu tego samego roku wstąpił do Polskiej Racji Stanu, w której objął funkcję sekretarza generalnego. Zasiadał w Komisji Ochrony Środowiska, Leśnictwa i Zasobów Naturalnych oraz Komisji ds. Unii Europejskiej. Przewodniczył Podkomisji nadzwyczajnej do rozpatrzenia poselskiego projektu ustawy o zmianie ustawy – Prawo geologiczne i górnicze.
Od 2005 był związany z Polskim Stronnictwem Ludowym. W wyborach w tym samym roku bez powodzenia kandydował z 1. miejsca gliwickiej listy tej partii; otrzymał 745 głosów. Później wstąpił do tego ugrupowania i kandydował z jego listy także w wyborach dwa lata później, otrzymując 120 głosów.

## Życie prywatne
Syn Antoniego i Janiny. W młodości był mistrzem Śląska w podnoszeniu ciężarów, a następnie został sędzią tej dyscypliny.
Był żonaty z Bogumiłą, miał dwoje dzieci. Zmarł 17 listopada 2020 w szpitalu w Mysłowicach w wyniku choroby COVID-19. Kilka dni wcześniej na tę samą chorobę zmarła jego małżonka. Został pochowany na cmentarzu przy ulicy Gliwickiej w Tarnowskich Górach.